# موجز التصميم

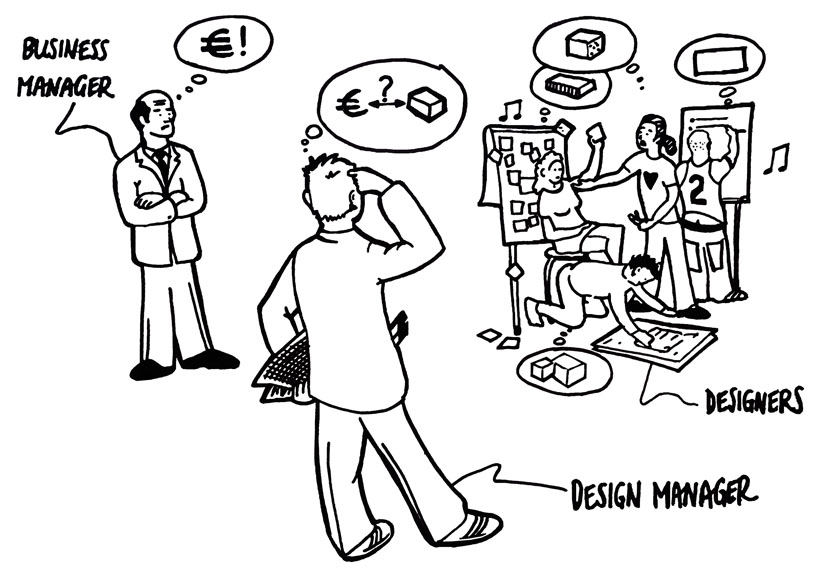
إدارة التصميم باختصار

موجز التصميم هو مستندٍ لمشروع تصميم طُور من قبل شخص أو فريق عمل (المصمم أو طاقم التصميم) بالتشاور مع العميل، وهذا يحدد نتائج المشروع ونطاقه إضافة إلى المنتجات أو الأعمال (الأداء والجمالية) والتوقيت والميزانية، ويمكن استخدامها في العديد من المشاريع بما في ذلك المشاريع الموجودة في مجالات الهندسة المعمارية والتصميم الداخلي وأيضًا التصميم الصناعي، وأيضًا تستخدم ملخصات التصميم لتقييم فاعلية التصميم بعد الإنتاج وأثناء عملية الإنشاء لإبقاء المشروع على المسار الصحيح وفي حدود نطاق الميزانية، فإن بعض الشركات تعتمد على هذه الطريقة أكثر من غيرها كما أن هناك مجازفة نحو المزيد من المساءلة في عملية التصميم وعلى النقيض يجدها الكثير من الناس مفيدة جدًا، لكنها أيضًا تتغير عادةً مع مرور الوقت ويتم ضبطها خلال نطاق تطور المشروع، وغالبًا ما يتم التوقيع عليها من قبل العميل والمصمم في مراحل محددة من المشروع.
قد يستخدم موجز التصميم ما يلي:
1. صفحة عنوان الكتاب
2. جدول المحتويات
3. التاريخ
  - تاريخ الشركة
4. ملف الشركة
  - التخصصات
  - مصمم الملف الشخصي
  - اسم الشركة
  - الإنجازات الماضية
5. عرض المشكلة
  - وصف المشكلة
  - القيود
  - ميزانية
  - زمن
  - احتياجات المشكلة
6. الأهداف
  - ما كنت تخطط لإنجازه
    - تواريخ الاستحقاق
7. تحليل الحل
  - المخاطر/الفوائد
  - حلول مخططة
  - اسكتشات
8. ملخص
  - تقييم
  - الاستنتاجات/الملخص

## روابط خارجية
- نصيحة حول كتابة ملخصات التصميم
- تصميم أمثلة موجزة والقوالب وأدلة الفيديو